# Charles Jordan (basket-ball)
Pour les articles homonymes, voir Charles Jordan (homonymie) et Jordan.
Charles Jordan, né le 31 janvier 1954, à Indianapolis (Indiana), et mort le 10 novembre 2023, est un joueur américain de basket-ball, de 1975 à 1983. Il évolue au poste d'ailier fort.